# Friedrich Wilhelm Ploeger
Friedrich Wilhelm Ploeger (* 25. März 1949 in Emmerich) ist ein deutscher Generalleutnant im Ruhestand. In seiner letzten Verwendung war er ab dem 1. Juli 2010 bis zum 30. Juni 2013 stellvertretender Befehlshaber der Alliierten Luftstreitkräfte in Ramstein.

## Biografie

### Ausbildung und erste Verwendungen
Nach dem Schulbesuch und dem Abitur trat Ploeger 1967 als Offizieranwärter in die Luftwaffe der Bundeswehr ein und absolvierte zwischen 1967 und 1970 eine Ausbildung zum Radarleitoffizier bei der Technischen Schule der Luftwaffe (TSLw), da er als Brillenträger keine Ausbildung zum Piloten absolvieren konnte.
Nach seiner Beförderung zum Leutnant 1970 wurde er Radarleitoffizier (Jägerleit- und Luftlageoffizier) beim II./Fernmelderegiment (FmRgt) 31 in Freising und danach 1972 Lehroffizier und Hörsaalleiter für Radartechnik und Radarleitung bei 17./TSLw 2 in Erndtebrück. Dort erfolgte 1973 auch seine Beförderung zum Oberleutnant. Im Anschluss war er von 1975 bis 1980 Radarleitstabsoffizier beim III./FmRgt 34 in Schleswig und wurde dort 1976 zum Hauptmann befördert.

### Dienst als Stabsoffizier
Nach seiner Beförderung zum Major 1980 begann er den Generalstabsdienstlehrgang der Luftwaffe an der Führungsakademie der Bundeswehr (FüAkBw) in Hamburg. Nach dessen Abschluss war er zwischen 1982 und 1984 Kompaniechef der 5./FmRgt 33 in Borgentreich und dann Dezernatsleiter A3a beim Kommando der 4. Luftwaffendivision in Aurich.
1986 wurde er zum Oberstleutnant befördert und als solcher zum Referenten (Fü L VI 1) für Planungsgrundlagen, Strukturen und Stationierung im Führungsstab der Luftwaffe im Bundesministerium der Verteidigung in Bonn ernannt. Danach war er von 1988 bis 1990 Adjutant beim Stellvertreter des Inspekteurs der Luftwaffe.
Von 1990 bis 1993 war er als Referent Militärpolitik und Militärstrategie bei der Deutschen Vertretung bei der NATO in Brüssel tätig. Nach seiner Rückkehr wurde er 1993 zum Oberst befördert und Kommandeur der Radarführungsabteilung 22 in Meßstetten. Nach einer Tätigkeit als Arbeitsbereichsleiter für Konzeption, Planung, Strukturen und Stationierung im Planungsstab des Bundesministers der Verteidigung in Bonn von 1995 bis 1997 während der Amtszeit von Bundesverteidigungsminister Volker Rühe war er noch einmal für zwei Jahre von 1997 bis 1999 als Referatsleiter Nukleare Planung, Nuklearpolitik, Nuklearstrategie bei der Deutschen NATO-Vertretung in Brüssel tätig. Insoweit begleitete er den Paradigmenwechsel nach dem Kalten Krieg.

### Dienst im Generalsrang
Nach seiner Rückkehr wurde er 1999 zum Brigadegeneral befördert und zugleich zum Kommandeur des Luftwaffenführungsdienstkommandos (LwFüDstKdo) in Köln ernannt.
Im Anschluss wurde er 2000 zum Generalmajor befördert und war Stabsabteilungsleiter für „Militärpolitik und Rüstungskontrolle“ im Führungsstab der Streitkräfte (Fü S III) im Bundesministerium der Verteidigung in Berlin.
Im Oktober 2003 wurde er Kommandeur der 2. Luftwaffendivision in Birkenfeld. Nachfolger als Kommandeur wurde am 25. September 2007 Karl Müllner.
Am 18. September 2007 wurde er zum Generalleutnant befördert und als Nachfolger von Hans-Joachim Schubert zum Kommandeur des Kommandos Operative Führung Luftstreitkräfte (KdoOpFüLuSK) in Kalkar ernannt. Gleichzeitig war er Commander des NATO-Führungsgefechtsstands Combined Air Operations Centre (CAOC) 2 sowie Executive Director des Joint Air Power Competence Centre (JAPCC) in Kalkar. Diese Funktionen übergab er an Dieter Naskrent.
Am 1. Juli 2010 übernahm er den Posten des stellvertretenden Befehlshabers im Allied Air Command Ramstein (Alliierte Luftstreitkräfte) in Ramstein. Diesen behielt er bis zu seiner Pensionierung.

### Auszeichnungen
Für seine Verdienste in der Bundeswehr wurde er mit dem Ehrenkreuz der Bundeswehr in Silber und Gold ausgezeichnet. Darüber hinaus wurde ihm das Bundesverdienstkreuz am Bande und 2004 der Schwarze Adlerorden 3. Klasse der Republik Estland verliehen.